# Eesti Laul
A Eesti Laul (magyarul: Észt Dal, elődjei: Eurolaul 1993-2008) egy 2009 óta évente megrendezett zenei fesztivál Észtországban. A verseny szervezője az Eesti Rahvusringhääling. Az Eesti Laul győztese képviselheti Észtországot az Eurovíziós Dalfesztiválon.

## Története
Észtország már az 1993-as Eurovíziós Dalfesztiválra is jelentkezett, de ekkor a csatlakozni kívánó kelet-európai országok számára Kvalifikacija za Millstreet néven tartottak egy elődöntőt Ljubljanában, hét ország részvételével és nem sikerült továbbjutniuk.
Az ország 1994-ban debütált (A Balti országok közül Litvániával közösen) az Eurovíziós Dalfesztiválon és azóta 1995 kivételével megszakítás nélkül neveztek indulót minden évben. Eddig egy alkalommal arattak győzelmet, 2001-ben. A 2004-ben bevezetett elődöntők óta az ország tízszer kvalifikálta magát a döntőbe.
1993 és 2008 között az Eurolaul (magyarul: Eurodal) elnevezésű műsor volt az ország nemzeti döntője. 2009-ben került bevezetésre az Eesti Laul egy teljesen megújult formátummal. Az első két évben csupán egy döntőt rendeztek, 2011-től bevezetésre kerültek az elődöntők. 2016 és 2022 között a döntőnek a 2002-es Eurovíziós Dalfesztivál helyszínéül szolgáló Unibet Aréna adott otthont. 2022 volt az egyetlen év, amikor az elődöntők előtt negyeddöntőket rendeztek, szám szerint négyet. 2019-ben, 2020-ban és 2024-ben az elődöntőket az ország második legnagyobb városába, Tartuba költöztették. Utóbbi alkalomnál a város Európa kulturális fővárosa címet viselte. 2023-ban Viimsiben tartották az elődöntőket. 2025-ben visszatérnek az egy döntős adáshoz, nem rendeznek elődöntőt, valamint ismét az Unibet Aréna szolgál helyszínéül a dalversenynek.

## Győztesek
| Év   | Előadó                   | Dal                                                | Szerző(k)                                                                      | Döntő                   | Pontszám                | Elődöntő           | Pontszám           |
| ---- | ------------------------ | -------------------------------------------------- | ------------------------------------------------------------------------------ | ----------------------- | ----------------------- | ------------------ | ------------------ |
| 2009 | Urban Symphony           | Rändajad                                           | Sven Lõhmus                                                                    | 6.                      | 129                     | 3.                 | 115                |
| 2010 | Malcolm Lincoln          | Siren                                              | Robin Juhkental                                                                | Nem jutott be a döntőbe | Nem jutott be a döntőbe | 14.                | 39                 |
| 2011 | Getter Jaani             | Rockefeller Street                                 | Sven Lõhmus                                                                    | 24.                     | 44                      | 9.                 | 60                 |
| 2012 | Ott Lepland              | Kuula                                              | Aapo Ilves Ott Lepland                                                         | 6.                      | 120                     | 4.                 | 100                |
| 2013 | Birgit Õigemeel          | Et uus saaks alguse                                | Mihkel Mattisen Silvia Soro                                                    | 20.                     | 19                      | 10.                | 52                 |
| 2014 | Tanja                    | Amazing                                            | Tanja Mihhailova Timo Vendt                                                    | Nem jutott be a döntőbe | Nem jutott be a döntőbe | 12.                | 36                 |
| 2015 | Elina Born és Stig Rästa | Goodbye to Yesterday                               | Stig Rästa                                                                     | 7.                      | 106                     | 3.                 | 105                |
| 2016 | Jüri Pootsmann           | Play                                               | Fred Krieger Stig Rästa Vallo Kikas                                            | Nem jutott be a döntőbe | Nem jutott be a döntőbe | 18.                | 24                 |
| 2017 | Koit Toome & Laura       | Verona                                             | Sven Lõhmus                                                                    | Nem jutott be a döntőbe | Nem jutott be a döntőbe | 14.                | 85                 |
| 2018 | Elina Nechayeva          | La forza                                           | Elina Nechayeva Ksenia Kuchukova Mihkel Mattisen Timo Vendt                    | 8.                      | 245                     | 5.                 | 201                |
| 2019 | Victor Crone             | Storm                                              | Fred Krieger Sebastian Lestapier Stig Rästa Vallo Kikas Victor Crone           | 20.                     | 76                      | 4.                 | 198                |
| 2020 | Uku Suviste              | What Love Is                                       | Sharon Vaughn Uku Suviste                                                      | Elmaradt a verseny      | Elmaradt a verseny      | Elmaradt a verseny | Elmaradt a verseny |
| 2021 | Uku Suviste              | The Lucky One                                      | Sharon Vaughn Uku Suviste                                                      | Nem jutott be a döntőbe | Nem jutott be a döntőbe | 13.                | 58                 |
| 2022 | Stefan                   | Hope                                               | Karl-Ander Reismann Stefan Airapatyan                                          | 13.                     | 141                     | 5.                 | 209                |
| 2023 | Alika                    | Bridges                                            | Alika Milova Nina Sampermans Wouter Hardy                                      | 8.                      | 168                     | 10.                | 74                 |
| 2024 | 5miinust x Puuluup       | (Nendest) narkootikumidest ei tea me (küll) midagi | Kim Wennerström Kohver Lancelot Marko Veisson Päevakoer Põhja Korea Ramo Teder | 20.                     | 37                      | 6.                 | 79                 |
| 2025 | Tommy Cash               | Espresso macchiato                                 | Tomas Tammemets Johannes Naukkarinen                                           | 3.                      | 356                     | 5.                 | 113                |

## Lásd még
- Eesti Laul (2017)
- Eesti Laul 2019
- Eesti Laul 2020
- Eesti Laul 2021
- Eurovíziós Dalfesztivál
- Észtország az Eurovíziós Dalfesztiválokon